# Bandona
Bandona is een geslacht van hooiwagens uit de familie Assamiidae.
De wetenschappelijke naam Bandona is voor het eerst geldig gepubliceerd door Roewer in 1927. 

## Soorten
Bandona omvat de volgende 2 soorten:
- Bandona boninensis
- Bandona palpalis